# Benny Rooney
Benny Rooney (Glasgow, Escocia; 3 de mayo de 1943 – 30 de julio de 2023) fue un futbolista y entrenador de fútbol escocés que jugó en la posición de defensa.

## Carrera

### Jugador
| Periodo   | Club                             |
| --------- | -------------------------------- |
| 1959-1963 | Celtic FC                        |
| 1959-1960 | → Cambuslang Rangers FC (cedido) |
| 1960–1961 | → Petershill FC (cedido)         |
| 1961–1962 | → Dumbarton FC (cedido)          |
| 1963–1966 | Dundee United FC                 |
| 1966–1973 | St. Johnstone FC                 |
| 1973–1976 | Partick Thistle FC               |

### Entrenador
| Periodo   | Club               |
| --------- | ------------------ |
| 1976–1983 | Greenock Morton FC |
| 1983–1986 | Partick Thistle FC |
| 1986      | Albion Rovers FC   |

## Vida personal
Benny Rooney tuvo dos hijos con su esposa Marion. Uno de ellos, Kevin, es actor, y su otro hijo, Bob, estuvo como fisioterapeuta en el Celtic FC cuando Jock Stein era el entrenador del club.
Su nieto Shaun Rooney también es futbolista. Jugando para el St Johnstone anotó en la final de la Copa de la Liga de Escocia de 2020/21; y en la final de la Copa de Escocia 2020/21 tres meses después.

## Logros

### Jugador
- Primera División de Escocia (1): 1975/76

### Entrenador
- Primera División de Escocia (1): 1977/78